# 111 aC
El 111 aC va ser un any del calendari romà prejulià. Durant la República i l'Imperi Romà es coneixia com l'Any del Consolat d'Escipió i Bèstia  o també any 643 Ab urbe condita o de la fundació de la ciutat). L'ús del nom «111 aC» per referir-se a aquest any es remunta a l'alta edat mitjana, quan el sistema Anno Domini va ser el mètode de numeració dels anys més comú a Europa.

## Esdeveniments

### Àsia
- L'Imperi Han annexa Nanyue, i amplia el seu territori a Cotxinxina, l'actual Vietnam.[2]
- A Jiuquan, a la Xina, hi arriba aquest any la construcció de la Gran Muralla i s'hi instal·la una guarnició per protegir la ruta de la Seda.[3]

### República Romana
- Aquest any són elegits cònsols Publi Corneli Escipió Nasica i Luci Calpurni Bèstia.[4]
- Escipió Nasica es queda a Itàlia mentre el seu col·lega va a Àfrica per dirigir la guerra contra Jugurta. Mor durant el seu mandat.[5]
- El rei de Numídia, Jugurta, és convocat per presentar-se a Roma. Hi va acompanyat del pretor Luci Cassi Longí, a qui el senat havia enviat per portar-lo a la capital. Jugurta suborna un tribú perquè no el deixi parlar davant de l'assemblea i s'estàlvia de donar explicacions. El partit popular aprofita això per denunciar la corrupció de la classe senatorial.[4]

### Àfrica
- Calpurni Bèstia va a l'Àfrica per dirigir de la guerra contra Jugurta. Al principi lluita amb força interès, però després rep, junt amb el seu legat Emili Escaure, fortes sumes de diners del rei de Numídia, i fa la pau sense consultar al Senat. En tornar a Roma pels comicis, aquest tractat indigna a tothom. El tribú Gai Mamili Limetà, sota pressió popular, presenta una rogatio demanant que s'obrís una investigació. Es nomenen tres jutges (quaestores) que condemnen diversos alts personatges romans, entre els quals Luci Calpurni Bèstia, l'any 110 aC.[4]
- Boccus I és rei de Mauretània.[6]

## Necrològiques
- Cleòpatra Trifena, reina de l'Imperi Selèucida, cau en mans d'Antíoc IX de Cízic que havia vençut al seu marit Antíoc VIII Grip en una batalla, i la fa executar, potser aquell any.[7]